# Villette Sonique

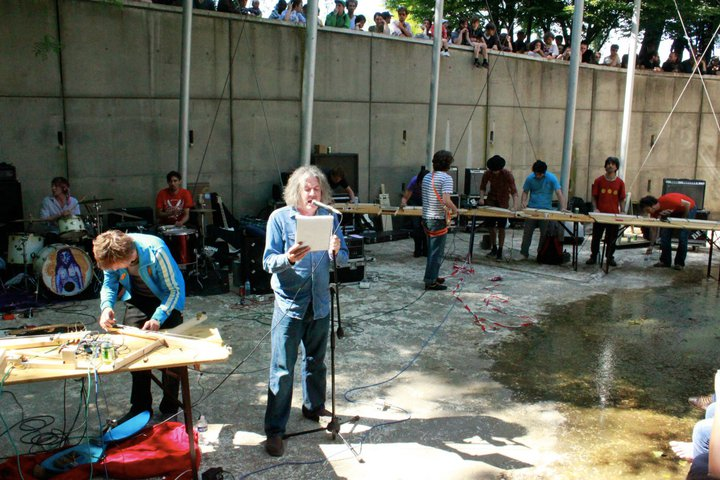

Il Villette Sonique è un festival di musica indie e di avanguardia. Ha luogo dal 2003 a Parc de la Villette a Parigi, a cui deve l'attuale nome, dato che inizialmente il festival era nato con il nome festival Feed Back. È gestito ed organizzato da Blanchot Etienne e Frederick Mazelly. Nel 2004 ha ospitato il primo concerto francese del gruppo di New York LCD Soundsystem.

## Edizioni

### 2006
- Arpanet-Dopplereffekt, Matmos, Volcano !-Fred Danos, Mugison, Food for Animals, Afrirampo, Pierre-Yves Macé, Andrew Bird, Stuart Staples, Faust, Sister Iodine, The Spankings feat Taylor Savvy, Philippe Katerine.

### 2007
- Bernard Parmegiani, Krikor, Pentile, Jamie Lidell, First Nation, Nurse With Wound, Christian Fennesz & Mike Patton, Black Devil Disco Club, Daniele Baldelli, D*I*R*T*Y* Sound System, Pascal Comelade-Bel Canto Orquestra, Múm, Zëro, Jens Lekman, Poni, Shit and Shine, Polysics, Uffie feat Dj Feadz.

### 2008
- Sunset Rubdown, Deerhunter, Marvin, Devo, Dimitri Plays-Philippe Azoury, Nlf3 (trio), Six Organs of Admittance, Feadz, Cuizinier & Dj Orgasmic, Clips, Martin Rev, Pilooski, Zombie Zombie, The Go! Team, Colleen, Kimmo Pohjonen, Viva and the Diva, Pan Sonic, Throbbing Gristle, Joakim, Shellac, Mission of Burma, Bottomless Pit, High Places, El Guincho, Sage Francis, Buraka Som Sistema, B. Dolan, Arnaud Maguet.

### 2009
- Men Without Pants, Sunn O))), The Jesus Lizard, Boy 8-Bit, Jesse Rose, Diplo, DJ Hell, Erna Omarsdottir, Extra Life, Mahjongg, Lightning Bolt, Duchess Says, Gaiser, Barem, Richie Hawtin, Magda, Ariel Pink, Black Lips, Liars, Salvatore Principato, Omar Souleyman, Deerhoof, Monotonix, Dan Deacon & The Ensemble, Ebony Bones, Goblin "plays Dario Argento soundtracks", Nisennenmondai, Liquid Liquid.

### 2010
- Roy Harper, Joanna Newsom, Cassius, Danton Eeprom, James Holden, Vitalic, Yussuf Jerusalem, Polvo, Atlas Sound, Wolf Eyes, Acid Mothers Temple & the Melting Paraiso U.F.O., Om, Awesome Tapes From Africa, Oneida, Secret Chiefs 3, Ganglians, Blues Control, Arto Lindsay, Young Marble Giants, Owen Pallett, Marc Houle live, Troy Pierce, Magda, Richie Hawtin presents Plastikman Live, Kevin Martin, Fuck Buttons, Thee Oh Sees, Washed Out, These Are Powers, Magnetix, Paper Jamz, Bo Ningen, Programme, Diamanda Galás, Manuel Göttsching, Oneohtrix Point Never, Sacha Gattino, Young Marble Giants, Sextet de Steve Reich.

### 2011
- The Fall, Caribou, Half Japanese, Action Beat, Thurston Moore, Animal Collective, Glenn Branca, Yuri Landman, Suuns, James Pants.